# 다니엘 귄터
다니엘 귄터(독일어: Daniel Günther, 1973년 7월 24일 ~ )는 독일의 정치인이다. 독일 기독교민주연합 소속이며 2017년부터 슐레스비히홀슈타인 주총리를 맡고 있다.

## 생애
다니엘 귄터는 1973년 7월 24일 킬에서 태어났다. 킬 대학교에서 정치학을 전공하였으며 졸업 후 에케른푀르데 내 지역 단체에서 활동하였다. 2000년대부터 지역 정계에 본격적으로 진출해 독일 기독교민주연합 내 지역위원장 등 여러 당직을 맡았다. 2003년부터 2005년까지는 에케른푀르데 부시장을 지냈다. 2009년 주의회 선거에서 주의원으로 처음 당선되었으며 2016년 잉베르트 리빙이 여론조사 상의 낮은 지지율을 이유로 기민련 주 대표직에서 물러나자 후임으로 선출되었다. 2017년 주의회 선거에서 당초 예상과 달리 기민련이 사민당을 꺾고 1당이 되자 녹색당과 자민당으로 이뤄진 자메이카 연정 내각을 조각해 주총리에 취임하였다. 이러한 경험을 바탕으로 2017년 총선 후 연방 정부 차원에서 논의된 자메이카 연정 협상에서 기민련 측 대표 19명 중 한 명으로 참석하기도 하였다.

## 성향
다니엘 귄터는 기민련 내에서 자유주의·진보주의적 색채를 보이는 정치인들 중 한 명이다. 주총리에 취임하면서 기본소득 도입을 적극적으로 검토해야 된다고 주장하며 사회적인 면에서도 동성결혼 합법화를 적극적으로 찬성하였다. 한편 이슬람 난민의 유입으로 돼지고기 섭취와 관련해 논란이 불거졌을 때는 돼지고기 식생활을 적극적으로 옹호하기도 하였다.

## 역대 선거 결과
| 선거명      | 직책명                      | 대수 | 정당                | 득표율 | 득표수 | 결과 | 당락                           |
| ----------- | --------------------------- | ---- | ------------------- | ------ | ------ | ---- | ------------------------------ |
| 2017년 선거 | 슐레스비히홀슈타인의 주총리 | 14대 | 독일 기독교민주연합 | 60.27% | 44표   | 1위  | 슐레스비히홀슈타인 주총리 당선 |

## 같이 보기
- 슐레스비히홀슈타인의 주총리